# جاذبية معيارية
الجاذبية القياسية أو الجاذبية المعيارية (بالإنجليزية: standard gravity)‏ هو تسارع جسم يسقط سقوط حرًا نتيجة تأثير الجاذبية الأرضية عليه، ويرمز لتسارع الأجسام الساقطة بالرمز ɡ0 أو ɡn.

## تجربة العالم جاليليو
لم يكن يملك العالم جاليليو جاليلي في زمنه الأدوات والوسائل المناسبة التي تمكنه من أخذ بيانات موقع الجسم الساقط أو سرعته لكنه كان عالمًا أن تقدم دراسة حركة الأجسام كان مرتبطًا بإهمال المؤثرات الخارجية التي يسقط من خلالها، لذلك قام بإجراء تجربة دحرجت مجموعة من الكرات على مستوى مائل وبهذه الطريقة تمكن من تقليل تسارع الأجسام الذي مكنه من أخذ قياسات دقيقة باستخدام اداوت بسيطة، بعد ذلك استنتج جاليلو أن الأجسام التي تسقط سقوطًا حرًا يكون لها التسارع نفسه مع إهمال تأثير الهواء، وأن هذا التسارع غير مرتبط بنوع المادة الساقطة أو وزنها أو الأرتفاع الذي سقطت منه سواءً كان بإسقاطها أو قذفها.